# Metal Gear Solid: Philanthropy
Metal Gear Solid: Philanthropy es una película italiana de 2009, hecha por fans y dirigida por Giacomi Talamini basada en la serie de videojuegos Metal Gear.

## Producción
La película está dividida en tres partes. La primera parte, llamada The Overnight Nation (en español: La Nación Nocturna), es la única de las tres estrenada de momento.[actualizar] Hive Division comunicó en el aniversario del estreno en línea de la película que ya estaban escritos los guiones para las partes dos y tres.
La película contó con un presupuesto inferior a 10.000 dólares.

## Argumento
The Overnight Nation sigue los pasos de Snake (Giacomo Talamini) en su colaboración con Philanthropy, una organización creada para detener a los Metal Gear existentes. En su última misión contará con la ayuda de Elizabeth Laeken (Patrizia Liccardi) y de Pierre Leclerc (Nicola Cecconi) para averiguar qué hay detrás de la llamada Nación Nocturna. La película toma lugar en 2007, en algún momento indeterminado cerca de los acontecimientos sucedidos en Metal Gear Solid 2.

## Recepción
PlayStation Official Magazine UK elogió los gráficos CGI y remarcó la localización de las escenas mientras que Destructoid.com afirmó que la película sería mejor que su versión Hollywoodiense.
El creador de la saga, Hideo Kojima, admitió que había visto la película, comentando su buen hacer y sus ansias por ver la siguiente parte.